# Wybrzeże Walgreena

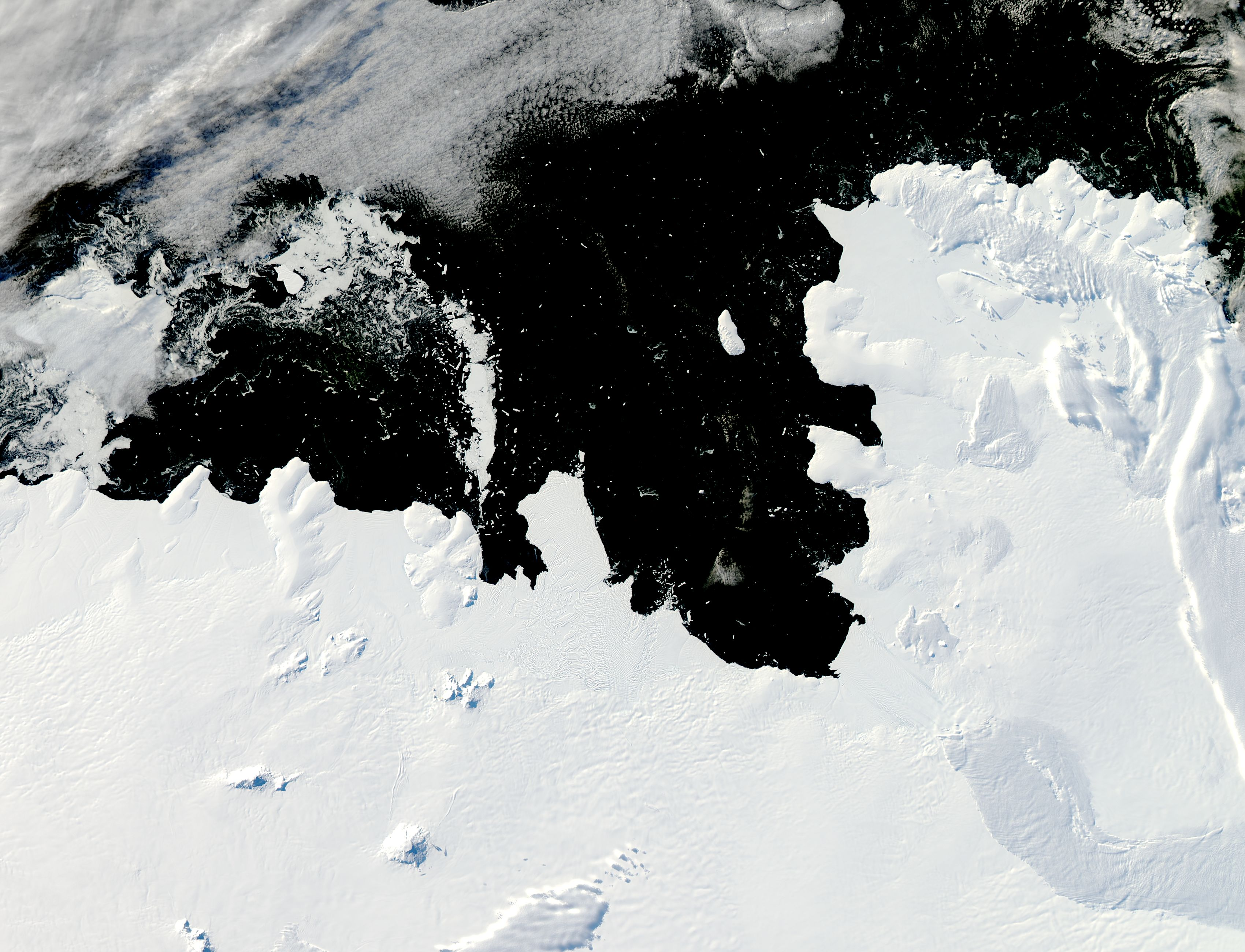
Zdjęcie satelitarne

Wybrzeże Walgreena (ang. Walgreen Coast) – część wybrzeża Ziemi Marii Byrd, pomiędzy Wybrzeżem Eightsa na Ziemi Ellswortha a Wybrzeżem Bakutisa.
Granice tego wybrzeża wyznaczają: od zachodu Cape Herlacher, a od wschodu Cape Waite na półwyspie Kinga. Odkrył je Richard Byrd i członkowie U.S. Antarctic Service podczas lotów zwiadowczych z USS Bear, w lutym 1940 r. Wybrzeże zbadali dokładniej pracownicy United States Geological Survey w latach 1959-66. Nazwa upamiętnia Charlesa Walgreena, biznesmena i założyciela sieci aptek Walgreens, który wspierał wyprawę Byrda.